# Brek Shea
Dane Brekken Shea, detto Brek (College Station, 28 febbraio 1990), è un ex calciatore statunitense, di ruolo centrocampista o ala.

## Carriera
Il 30 dicembre 2018 firma per una stagione con l'Atlanta United. Durante l'arco della stagione colleziona 25 presenze tra tutte le competizioni.
Il 25 giugno 2020 firma per la nuova franchigia, l'Inter Miami.
Il 4 maggio 2023 annuncia il ritiro dall'attività agonistica.

## Palmarès

### Club

#### Competizioni nazionali
- U.S. Open Cup: 1

Atlanta United: 2019

### Nazionale
- Gold Cup: 1

2013

### Individuale
- U.S. Soccer Athlete of the Year: 1

Miglior giovane: 2011